# Condado de Stanislaus
El condado de Stanislaus, también en español condado de Estanislao (en inglés: Stanislaus County), fundado en 1854, es uno de 58 condados del estado estadounidense de California. En el año 2008, el condado tenía una población de 510 694 habitantes y una densidad poblacional de 132 personas por km². La sede del condado es Modesto.

## Geografía
Según la Oficina del Censo, el condado tiene un área total de 3923.8 km², de la cual 3869.4 km² es tierra y 54.4 km² (1.38%) es agua.

### Condados adyacentes
- Condado de Calaveras (norte)
- Condado de Tuolumne (noreste)
- Condado de Mariposa (sureste)
- Condado de Merced (sur)
- Condado de Santa Clara (suroeste)
- Condado de San Joaquín & condado de Alameda (noroeste)

### Localidades

#### Ciudades
Ceres |
Hughson |
Modesto |
Newman |
Oakdale |
Patterson |
Riverbank |
Turlock |
Waterford 

#### Lugares designados por el censo
Bret Harte  |
Bystrom |
Crows Landing |
Del Río |
Denair |
Diablo Grande |
East Oakdale |
Empire |
Grayson |
Hickman |
Keyes |
Monterey Park Tract |
Parklawn |
Riverdale Park |
Rouse |
Salida |
Shackelford |
West Modesto |
Valley Home |
Westley 

#### Áreas no incorporadas
Adela |
Aurora |
Claribel |
Claus |
Eugene |
Hills Ferry |
Knights Ferry |
La Grange |
Langworth |
Las Palmas |
McHenry |
Montpelier |
Mountain View |
Orestimba |
Oso |
Roberts Ferry |
Tuolumne |
Twin Rivers 

## Demografía
En el censo de 2000, había 446 997 personas, 145 146 hogares y 109 585 familias residiendo en el condado. La densidad poblacional era de 116 personas por km². En el 2000 había 150 807 unidades habitacionales en una densidad de 39 por km². La demografía del condado era de 69.33% blancos, 2.55% afroamericanos, 1.27% amerindios, 4.22% asiáticos, 0.34% isleños del Pacífico, 16.82% de otras razas y 5.44% de dos o más razas. 31.74% de la población era de origen hispano o latino de cualquier raza.
Según la Oficina del Censo en 2000 los ingresos medios por hogar en la localidad eran de $40 101, y los ingresos medios por familia eran $44 703. Los hombres tenían unos ingresos medios de $36 969 frente a los $26 595 para las mujeres. La renta per cápita para la localidad era de $16 913. Alrededor del 16.0% de la población estaban por debajo del umbral de pobreza.

## Transporte

### Principales autopistas
- Interestatal 5
- Ruta Estatal 4
- Ruta Estatal 33
- Ruta Estatal 99
- Ruta Estatal 108
- Ruta Estatal 120
- Ruta Estatal 132